# Bowfingers große Nummer
Bowfingers große Nummer ist eine Filmkomödie aus dem Jahr 1999, bei der Frank Oz Regie führte.

## Handlung
Der Filmproduzent Bobby Bowfinger, der bislang nur B-Movies drehte, hat den großen Traum, einen erfolgreichen Film zu drehen. Sein Buchhalter hat hierfür ein Drehbuch mit dem Titel Chubby Rain geschrieben. Vom Manager eines Filmstudios bekommt Bowfinger die Zusage, dass der Film vermarktet wird. Einzige Bedingung ist, dass der Filmstar Kit Ramsey eine Rolle darin spielt. Ramsey lehnt jedoch ab. Bowfinger gibt aber nicht auf und entwickelt einen Plan, der vorsieht, dass alle Szenen mit Kit Ramsey ohne dessen Kenntnis gedreht werden. Seinen Mitarbeitern sagt er, dass Ramsey seine ganz eigene Art der Schauspielerei entwickelt hat, bei der er außerhalb des Filmdrehs nicht mit den anderen kommunizieren will. Bowfinger und seine Mitarbeiter lauern Ramsey an verschiedenen Orten auf, sagen ihre Texte auf und filmen daraufhin Ramseys wirr wirkende Reaktionen mit versteckter Kamera.
Der Plan scheint reibungslos zu funktionieren. Ramsey spielt ohne sein eigenes Wissen eine Rolle in Bowfingers Film, aber interpretiert das plötzliche Auftauchen von Bowfingers Schauspielern falsch. Er glaubt, dass er von Außerirdischen verfolgt wird, was seine ohnehin angeschlagene mentale Verfassung weiter verschlimmert. Daraufhin flüchtet er zu der Organisation MindHead (eine Anspielung auf Scientology), deren Mitglied er ist. Er lässt sich dort abschotten, um seinen geistigen Zustand zu verbessern.
Durch das Verschwinden Ramseys kommt wiederum Bowfinger in Schwierigkeiten. Um seinen Film dennoch beenden zu können, engagiert er einen Mann namens Jiff, der Kit Ramsey sehr ähnlich sieht. Jiff ist zwar ein netter Mensch, aber nicht ganz gescheit. Nach einer Weile erwähnt Jiff beiläufig, dass er der Bruder von Kit Ramsey ist. Durch Jiff will Bowfinger den Aufenthaltsort von Kit erfahren, um dort das Ende des Films drehen zu können.
Bowfinger fehlt nur noch die letzte Szene seines Films, die auf dem Gelände des Griffith-Observatoriums gedreht werden soll. Ihm gelingt es, Kit dorthin zu locken und davon zu überzeugen, dass nur er die Außerirdischen besiegen kann. Jedoch tauchen Mitarbeiter von MindHead am Drehort auf und beenden die Aufnahmen. An diesem Punkt ist Bowfinger davon überzeugt, dass er es niemals schaffen wird, einen eigenen Film zu drehen.
Doch sein Kameramann hat nach dem abrupten Ende des Filmdrehs einfach die Kamera weiterlaufen lassen und Kit Ramsey dabei gefilmt, wie er sich als Exhibitionist mit einer über den Kopf gestülpten Papiertüte den Laker Girls, einer Cheerleader-Gruppe, nähert.
Bowfinger zeigt die Aufnahmen den Führern von MindHead und droht damit, die Aufnahmen zu veröffentlichen, wenn Kit den Film nicht zu Ende dreht. MindHead erkennt, dass das Filmmaterial Ramseys Karriere zerstören könnte, und überzeugt ihn, den Film zu beenden.
Als der Film seine Premiere feiert und Bowfinger seinen Namen auf der Leinwand sieht, ist er überwältigt. Da der Film Erfolg hat, bekommt Bowfinger bald darauf das Angebot, einen Martial-Arts-Film mit dem Titel „Fake Purse Ninjas“ zu drehen, in dem Kits Bruder Jiff die Hauptrolle spielt.

## Hintergrund
Der Film kostete 55 Millionen US-Dollar und spielte ca. 98 Millionen US-Dollar ein.

## Auszeichnungen
- 2000: Nominierung für den Blockbuster Entertainment Award in den Kategorien Beste Schauspielerin in einer Komödie für Heather Graham und Bestes Comedy-Duo für Steve Martin und Eddie Murphy
- 2000: Nominierung für den Golden Satellite Award in der Kategorie Beste Komödie
- 2000: Nominierung für den Artios der Casting Society of America in der Kategorie Bestes Casting für eine Komödie für Margery Simkin
- 2000: Nominierung für den Black Reel Award in der Kategorie Bester Schauspieler für Eddie Murphy
- Die Deutsche Film- und Medienbewertung FBW in Wiesbaden verlieh dem Film das Prädikat „wertvoll“.[2]

## Kritiken
Der Film erhielt überwiegend positive Kritiken und erreichte bei Rotten Tomatoes eine Bewertung von 80 %, basierend auf 108 Kritiken. Bei Metacritic konnte ein Metascore von 71, basierend auf 33 Kritiken, erzielt werden.

„Das […] Verwirrspiel zwischen Fakten und Fiktion haben die Filmemacher zum Gegenstand einer harmlosen Komödie gemacht, die vor allem Eddie Murphy eine Gelegenheit bietet, sein komödiantisches Talent zu demonstrieren.“